# Centre national pour l'aménagement des structures des exploitations agricoles

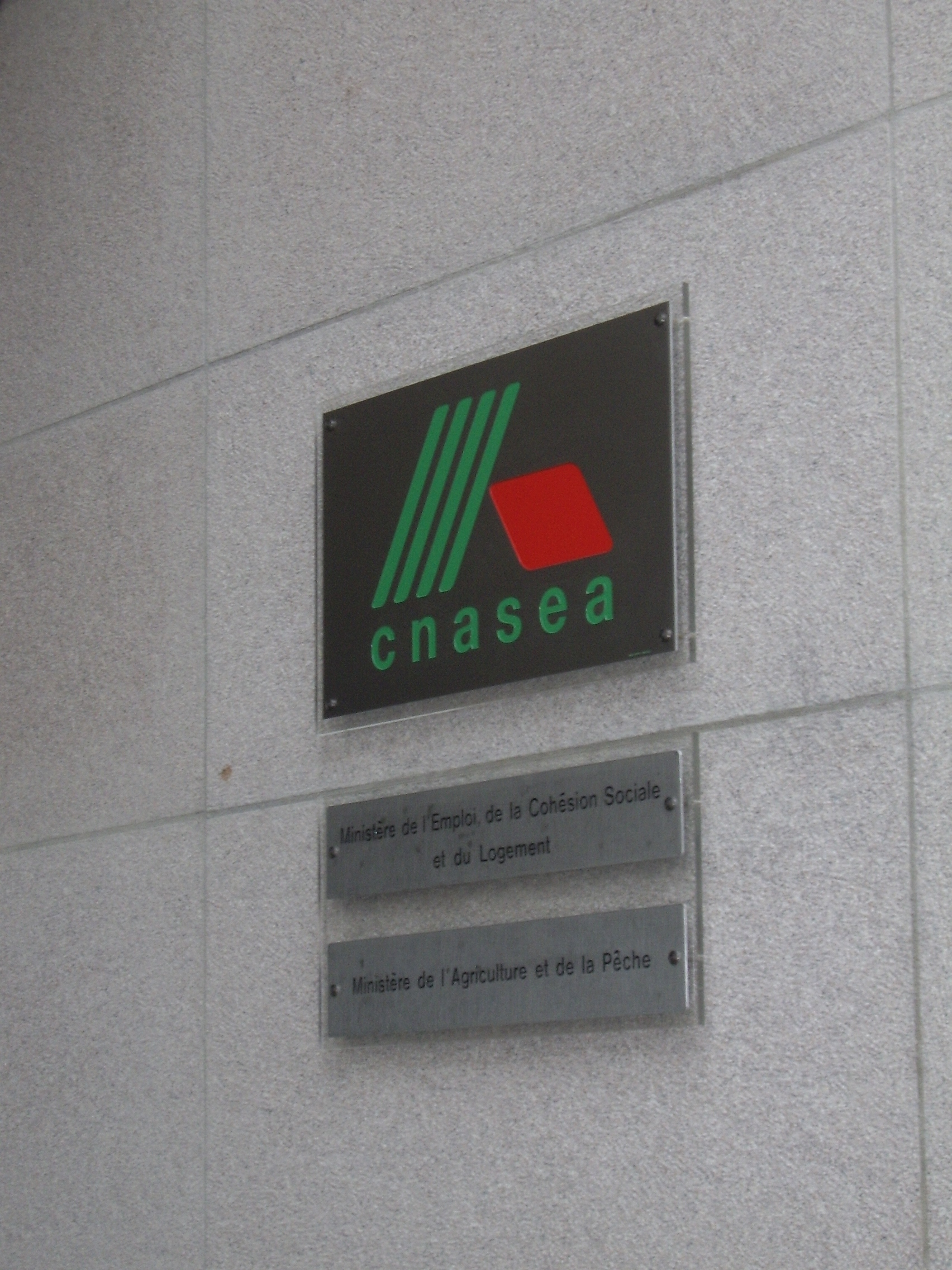
Entrée du siège du CNASEA à Limoges.

Le Centre national pour l'aménagement des structures des exploitations agricoles (CNASEA) était un établissement public français placé sous la tutelle des Ministères de l'agriculture et de la pêche, de l'emploi et des affaires sociales. Le CNASEA a fusionné avec l'Agence unique de paiement le 1er avril 2009 pour former l'Agence de services et de paiement.
Initialement installé à Issy-les-Moulineaux, le CNASEA est décentralisé à Limoges en 2003, conformément à une décision d'Édith Cresson, Première ministre, en 1992, et après une première annulation de la décision en 1996,.
Il était administré par un conseil d'administration, composé d'un président, désigné par décret en Conseil des Ministres et de 20 autres membres comprenant à parts égales des représentants des principales organisations professionnelles agricoles et de l'administration. Siégeaient également au conseil d'administration, avec voix consultatives, le commissaire du gouvernement, le directeur général, l'agent comptable, et le contrôleur d'État.  
Le CNASEA intervenait dans deux domaines principaux qui sont :
- l'agriculture, l'aménagement rural et l'environnement, par le paiement des contrats territoriaux d'exploitation (remplacés depuis 2003 par les contrats d'agriculture durable, l'aide à l'installation des agriculteurs, les programmes de développement et de mise en valeur du monde rural, etc. ;
- la formation professionnelle et l'emploi, notamment par le paiement des mesures en faveur de l'emploi (Contrat Emploi Solidarité, emploi-jeune, contrat emploi consolidé, etc.).

Cet établissement regroupait environ 1 800 salariés. Son siège était à Limoges, et il disposait de 27 délégations régionales y compris dans les départements d'Outre-Mer.
Le CNASEA travaillait en collaboration au niveau départemental avec les associations départementales pour l'aménagement des structures des exploitations agricoles (ADASEA), qui relaient son action auprès des locaux.